# Plaza de Herradores

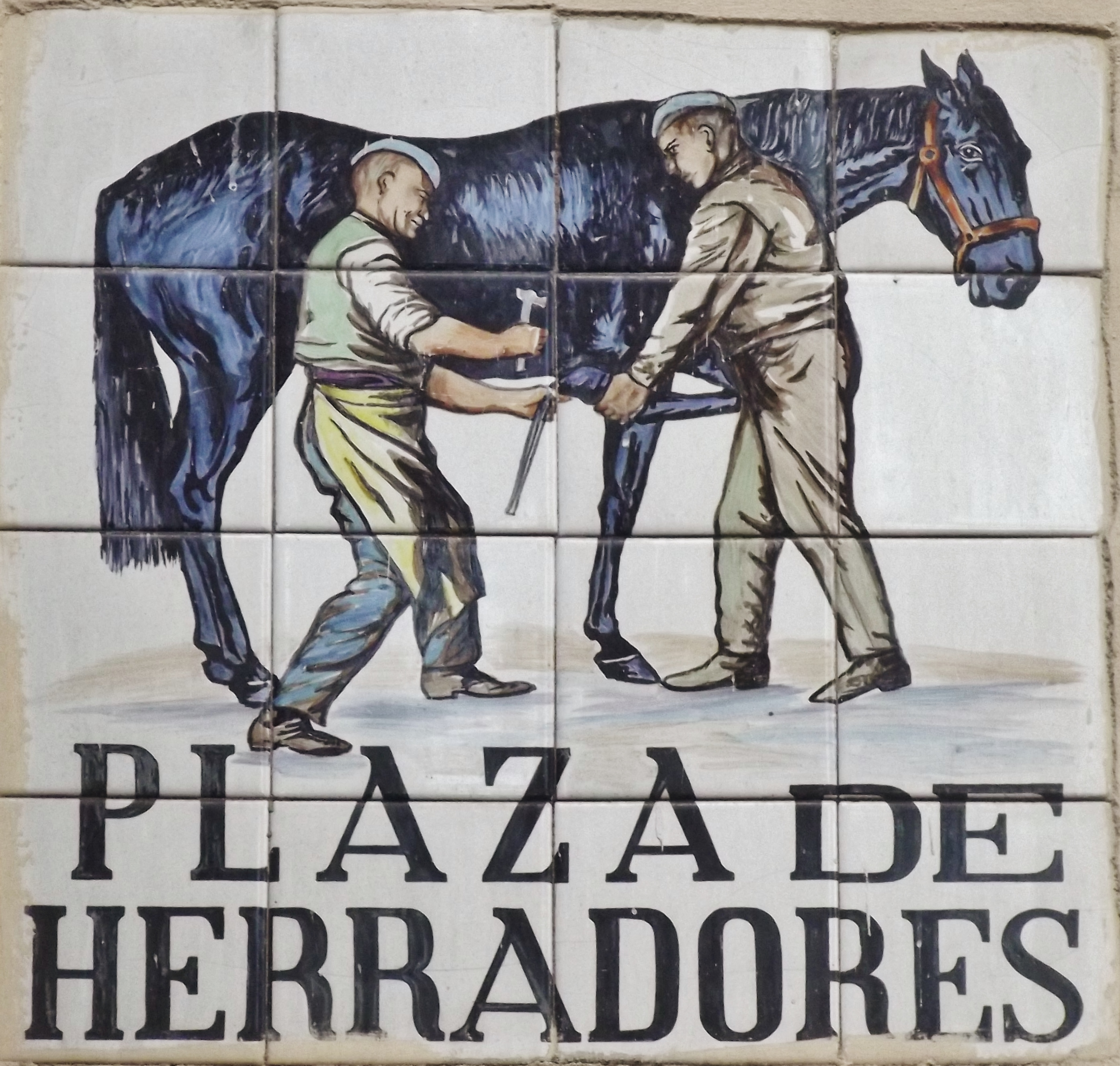
Placa de la plaza de Herradores

La plaza de Herradores es un espacio público de la ciudad de Madrid, en el barrio de Sol del distrito Centro de la capital de España. Confluyen en su perímetro la calle de San Felipe Neri, la de las Fuentes y la de las Hileras, la plaza del Comandante Las Morenas y la costanilla de Santiago. Toma su nombre del gremio de herreros de las caballerías que en el siglo xvii poblaban el arrabal de San Martín.

## Historia
Conocida en la Edad Media como plazuela de los Herradores, así figura en el plano de Teixeira (1656) y en el de Espinosa (1769). Reunía vecindario de los barrios de San Martín y del Espejo, administrados por la parroquia de San Ginés.
Además de prestar su espacio a los herradores (hasta que el Madrid los trasladó a otros puntos de la villa donde molestasen menos con sus ruidos y la aglomeración de caballerías y carros), en esta plaza se concertaban «criados y lacayos sin acomodo para que les fueran a buscar quienes necesitasen de ellos», como asimismo ocurría en la plaza de Santa Cruz. Menciona también el cronista Pedro de Répide los versos que Tirso de Molina escribe en su comedia Por el sótano y el torno, cuando el criado Santillana, al temer ser despedido por doña Bernarda exclama:

¡Miren, por que la doy luz
de amantes embustidores!
Plazuela habrá de Herradores y Puerta de Santa Cruz.
 No me han de faltar dos reales
 y señoras de alquiler.

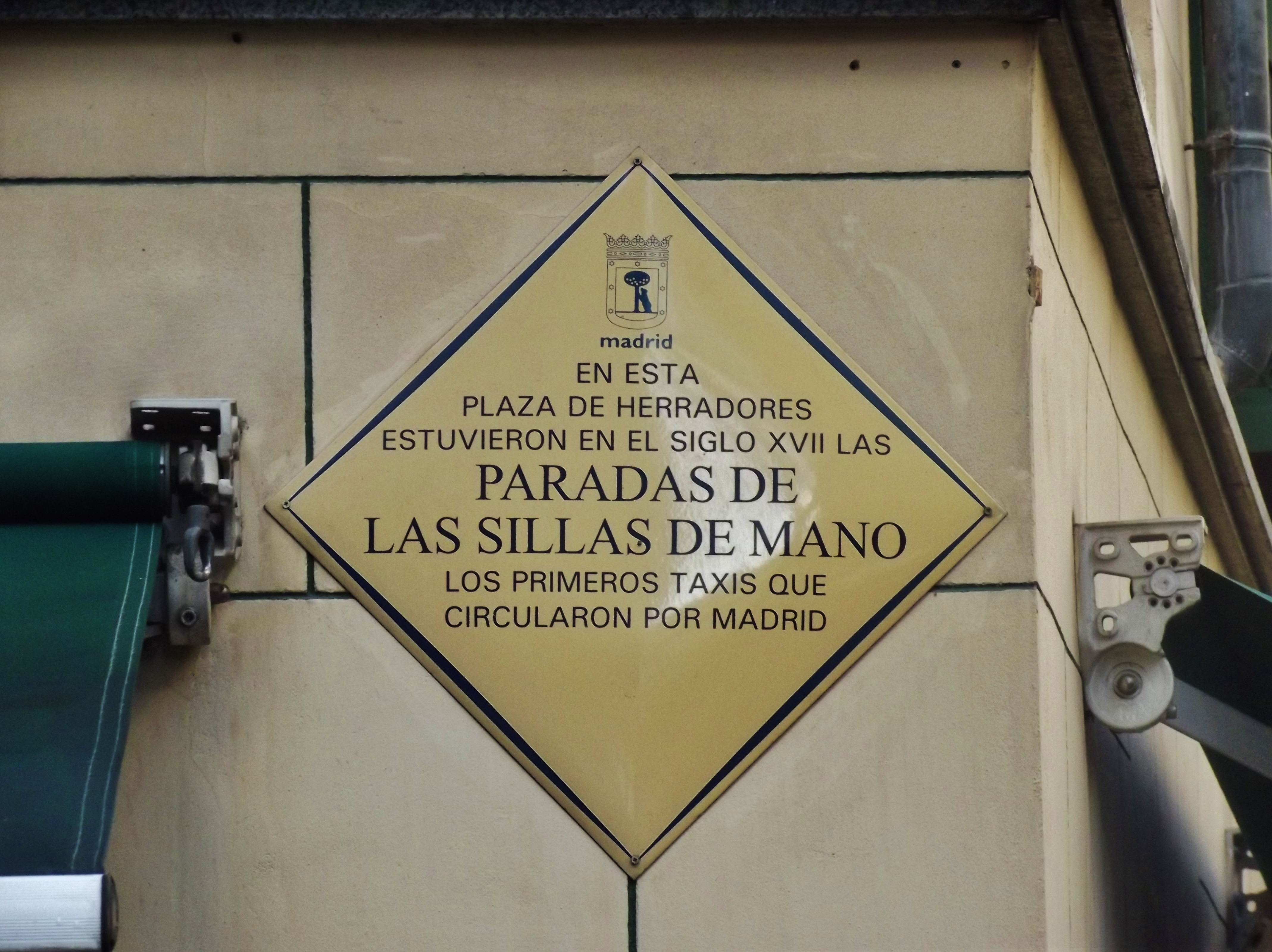
«Aquí estuvieron las Paradas de las Sillas de Mano» de las que hablaron, entre otros, Tirso de Molina

Se refiere Tirso –como también hicieron Quiñones de Benavente y Luis Vélez de Guevara en su Diablo cojuelo (1641)– a la pintoresca costumbre, en la vida cortesana de la corte de los Austrias, de que las damas tuvieran la oportunidad de alquilar sillas de mano y sus porteadores, y en la misma plaza un surtido de tías, hermanos, primos y maridos ficticios todos ellos, pero que «a tanto la hora, o a un precio más arreglado si se les tomaba por temporada», las sirviesen, acompañasen, velasen o hiciesen de “carabina” en enredos y demás paseos por la Villa.

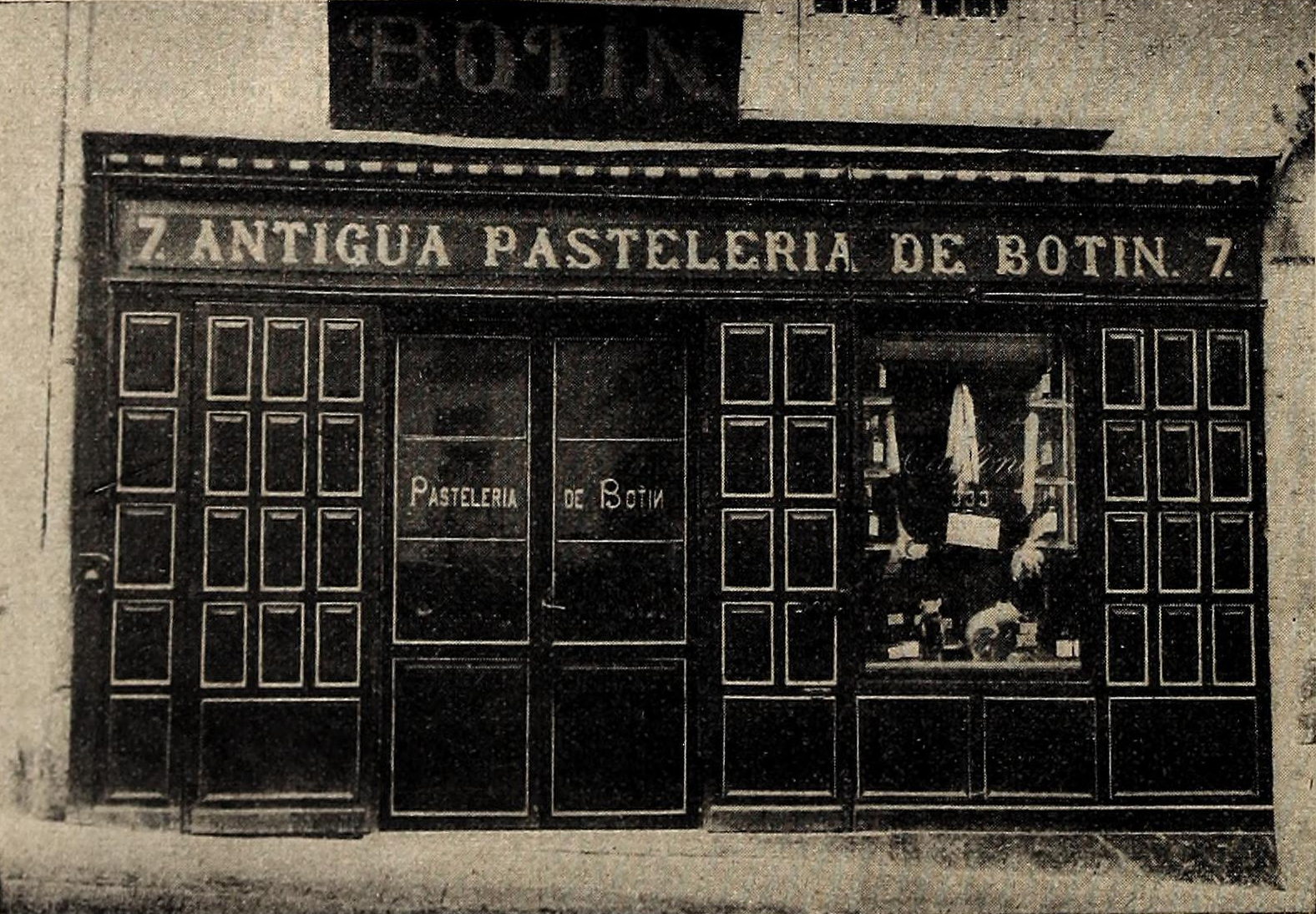
Antigua pastelería de Botín en el n.º 7 de la plaza. Año 1897

Répide, describiendo el trazado de la plaza, documenta en el siglo xvii la apertura del pasaje de san Felipe Neri, luego calle, por influencia del convento dedicado a ese santo italiano y con puertas a la calle Mayor. También estuvo en este lugar emplazado un mercado (ya desmontado antes de 1889) y una fuente del viaje de la Reina, que se conservó hasta mediado el siglo xx. Quedan registradas en su entorno construcciones particulares ya desde 1739.
En ella estuvo el establecimiento fundado en 1621 como Hostería Española, luego más conocido como Casa Botín, y visitado allí por Répide en la década de 1920. Y en el número 12, esquina a San Felipe Neri, estuvo la Antigua Casa Marin, una tienda de todo y para todos, similar al que fuera establecimiento de fieltros y ollería, que en inicio del siglo xxi conserva los rotulos de Arca de Noé. Barco de la Abundancia, en el número 3. También se menciona en esta plazuela la tienda de vinos de Montilla que tenía entre sus ilustres parroquianos al torero Lagartijo. En el número 9, y en lo que fuera al parecer una de las más antiguas tahonas de la Villa, está el “museo del pan gallego”, despacho y horno de pan artesano, cuya primera licencia se documenta en 1904, y horno de leña de la primera mitad del siglo xx.